# Флоренс (Аризона)
Флоренс (англ. Florence, O’odham : S-auppag) — город, расположенный в 100 км к юго-востоку от Феникса, в округе Пинал, штат Аризона, США./. Город Флоренс является административным центром округа Пиналь, Население Флоренса по переписи 2010 года составляло 25 536 человек.
Район, на котором расположен нынешний город Флоренс, когда-то был населен индейцами из племени хохокам, До основания города река Хила служила частью границы с Мексикой.
В городе находится очень много старых зданий.
Недалеко находится несколько федеральных тюрем. Также в окрестностях города расположен монастырь Святого Антония, основателем которого был Ефрем Аризонский.